# Samobor (Gacko)
Pour les articles homonymes, voir Samobor (homonymie).
Samobor (en serbe cyrillique : Самобор) est un village de Bosnie-Herzégovine. Il est situé dans la municipalité de Gacko et dans la république serbe de Bosnie. Selon les premiers résultats du recensement bosnien de 2013, il compte 104 habitants.

## Démographie

### Évolution historique de la population dans la localité
| 1948 | 1953 | 1961 | 1971 | 1981 | 1991 | 2013 |
| ---- | ---- | ---- | ---- | ---- | ---- | ---- |
| -    | -    | 175  | 157  | 166  | 172  | 104  |

|  |